# Cantonul Elven
Cantonul Elven este un canton din arondismentul Vannes, departamentul Morbihan, regiunea Bretania, Franța.

## Comune
- Elven (reședință)
- Monterblanc
- Saint-Nolff
- Sulniac
- Trédion
- Treffléan
- La Vraie-Croix